# Ásta Halldórsdóttir
Ásta Sigriður Halldórsdóttir (* 27. November 1970 in Ísafjörður) ist eine ehemalige isländische Skirennläuferin.

## Karriere
Ásta Halldórsdóttir nahm an den Olympischen Winterspielen 1992 und 1994 teil. Beide Male war sie bei den Eröffnungsfeiern Fahnenträgerin der isländischen Mannschaft. Sowohl 1992 als auch 1994 ging sie im Slalom und Riesenslalom an den Start. Zudem nahm sie 1994 als erste Isländerin auch im Super-G-Rennen teil. Am 15. Januar 1995 bestritt sie in Garmisch-Partenkirchen ihr einziges Weltcup-Rennen.